# 吴贻谷
吴贻谷（1922年—），男，汉族，江苏东台人，中国中医药文献学家，曾任南京中医学院研究员，药典委员会委员。